# نجف‌آبادی
نجف‌آبادی (منسوب یا متعلق به نجف‌آباد) یک نام خانوادگی یا پسوند نام برای برخی افراد است، از جمله:
- قربانعلی دری نجف‌آبادی حقوق‌دان و روحانی شیعه
- نعمت‌الله صالحی نجف‌آبادی مجتهد و فقیه
- ابراهیم امینی نجف‌آبادی فقیه و نماینده مجلس خبرگان رهبری
- مصطفی طاهری نجف‌آبادی نماینده دوره ششم مجلس شورای اسلامی
- محمدعلی هادی نجف‌آبادی روحانی و سیاست‌«دار
- محسن میردامادی نجف‌آبادی نماینده مردم تهران در دوره ششم مجلس شورای اسلامی
- نصرالله معین نجف‌آبادی خواننده سرشناس موسیقی
- مصطفی زمانی نجف‌آبادی نویسنده، مترجم و ناشر
- فتح الله معین نجف‌آبادی رئیس شورای اسلامی شهر اصفهان